# Visions of the Beast
Visions of the Beast è una raccolta in DVD e VHS del gruppo musicale britannico Iron Maiden, pubblicato il 2 giugno 2003.

## Il DVD
All'interno sono presenti molti video inediti del concerto tenuto dal gruppo a Rio de Janeiro nel 2001 (immortalato in Rock in Rio) e anche il video di sei tracce, tra le più celebri, nella versione speciale Camp Chaos. Inoltre sono presenti due easter egg: Nel disco 1 un video del brano Man on the Edge, il quale è sbloccabile dopo aver visto tre volte il video numero 6 del primo disco (chiaro riferimento al numero 666), mentre del disco 2 la versione camp chaos del brano The Trooper dopo aver visto tre volte il video di Hallowed Be Thy Name.

## DVD 1
1. "Women in Uniform"
2. "Wrathchild (live)"
3. "Run to the Hills"
4. "The Number of the Beast"
5. "Flight of Icarus"
6. "The Trooper"
7. "2 Minutes to Midnight"
8. "Aces High"
9. "Wasted Years"
10. "Stranger in a Strange Land"
11. "Can I Play with Madness"
12. "The Evil That Men Do"
13. "The Clairvoyant (live)"
14. "Infinite Dreams (live)"
15. "Holy Smoke"
16. "Tailgunner"
17. "Aces High (versione Camp Chaos)"
18. "The Number of the Beast (versione Camp Chaos)"
19. "Futureal Football (video con la band che gioca a calcio)"
20. "Fear of the Dark (live)"

## DVD 2
1. "Bring Your Daughter... To the Slaughter"
2. "Be Quick or Be Dead"
3. "From Here to Eternity"
4. "Wasting Love"
5. "Fear of the Dark (live)"
6. "Hallowed Be Thy Name (live a Donington)"
7. "Man on the Edge"
8. "Afraid to Shoot Strangers"
9. "Lord of the Flies"
10. "Virus"
11. "The Angel and the Gambler"
12. "Futureal"
13. "The Wicker Man"
14. "Out of the Silent Planet"
15. "Brave New World (live)"
16. "The Wicker Man (versione Camp Chaos)"
17. "Flight of Icarus (versione Camp Chaos)"
18. "Run to the Hills (versione Camp Chaos)"